# Cosmo 2050
Cosmo 2050, precedentemente denominata Cosmo, è una rivista italiana con cadenza mensile di cultura astronomica e spaziale.
La testata è stata fondata nel 2019 e precedentemente pubblicata da BFC Space di Milano, prima di essere rilevata dall'editore LuckyMedia Srl di Genova nel marzo 2024 cambiando contestualmente denominazione. Cosmo 2050 è attualmente divisa in quattro sezioni dedicate rispettivamente a spazio, universo, cielo ed experiences (astrofotografia, recensioni, annunci di eventi e attività delle associazioni di astrofili).
La rivista riprende i contenuti e lo stile divulgativo delle riviste storiche che l'hanno preceduta, Nuovo Orione e Le Stelle.
Il direttore responsabile della rivista è Walter Riva; il direttore editoriale è Piero Stroppa; responsabile della sezione Spazio è Antonio Lo Campo. Tra i collaboratori fissi di Cosmo 2050 vi sono gli astrofisici Patrizia Caraveo, Walter Ferreri, e Giuseppe Donatiello.  In collaborazione con l’emittente Giornale Radio Cosmo 2050 produce anche una trasmissione settimanale avente la medesima denominazione.